# Lima benthonimbifer
Lima benthonimbifer is een tweekleppigensoort uit de familie van de Limidae. De wetenschappelijke naam van de soort is voor het eerst geldig gepubliceerd in 1925 door Tom Iredale.